# Чудзьявр
Чудзьявр (кильд. саам. Чудзья̄ввьр) — озеро в Мурманской области, расположенное в центре Кольского полуострова. Относится к бассейну Баренцева моря, связывается с ним рекой Чудзьйок, вытекающей из озера и впадающей в реку Воронья. Питание озера в основном снеговое и дождевое. Берег изрезанный, на западе и юго-западе обрывистый. Площадь поверхности — 57,8 км². Высота над уровнем моря — 192 м.